# Tân Uyên (thành phố)
Tân Uyên là một thành phố cũ nằm ở phía đông tỉnh Bình Dương, Việt Nam.

## Địa lý
Thành phố Tân Uyên nằm ở phía đông tỉnh Bình Dương, có sông Đồng Nai chảy qua và có vị trí địa lý:
- Phía đông giáp huyện Vĩnh Cửu, tỉnh Đồng Nai (qua sông Đồng Nai) và huyện Bắc Tân Uyên
- Phía tây giáp các thành phố Thủ Dầu Một và Bến Cát
- Phía nam giáp thành phố Biên Hòa, tỉnh Đồng Nai (qua sông Đồng Nai và rạch Ông Tiếp) và các thành phố Dĩ An, Thuận An
- Phía bắc giáp huyện Bắc Tân Uyên.

Thành phố Tân Uyên có diện tích 191,76 km², dân số năm 2022 là 466.053 người, mật độ dân số đạt 2.430 người/km².

## Lịch sử
Dưới thời Pháp thuộc, Tân Uyên là một quận của tỉnh Biên Hòa, gồm 3 tổng Chánh Mỹ Hạ, Chánh Mỹ Trung và Phước Vĩnh Hạ. Quận lỵ đặt tại làng Uyên Hưng, tổng Chánh Mỹ Trung.
Năm 1959, chính quyền Việt Nam Cộng hòa thành lập tỉnh Phước Thành từ phần đất của quận Tân Uyên, tỉnh Biên Hòa và một phần các tỉnh Bình Dương, Phước Long, Long Khánh. Tỉnh lỵ tỉnh Phước Thành đặt tại Phước Vĩnh.
Năm 1965, tỉnh Phước Thành giải thể, quận Tân Uyên được sáp nhập trở lại vào tỉnh Biên Hòa.
Năm 1972, quận Tân Uyên gồm 14 xã: An Thành, Bình Hòa, Bình Chánh, Mỹ Hòa, Mỹ Quới, Tân Ba, Phước Thành, Thạnh Hội, Uyên Hưng, Tân Tịch, Thường Lang, Tân Hòa, Tân Hiệp, Tân Hòa Khánh; quận lỵ đặt tại xã Uyên Hưng.
Về phía chính quyền Cách mạng, trong khoảng thời gian từ tháng 5 năm 1951 đến cuối năm 1954 và từ tháng 9 năm 1960 đến tháng 7 năm 1961, tỉnh Biên Hòa sáp nhập với tỉnh Thủ Dầu Một thành tỉnh Thủ Biên. Lúc này, huyện Tân Uyên thuộc tỉnh Thủ Biên.
Năm 1974, huyện Tân Uyên được giao về tỉnh Thủ Dầu Một.

### Từ năm 1976 đến nay
Từ năm 1976, tỉnh Thủ Dầu Một hợp nhất với tỉnh Bình Phước và 3 xã An Bình, Bình An, Đông Hòa thuộc huyện Thủ Đức thành tỉnh Sông Bé, lúc này huyện Tân Uyên thuộc tỉnh Sông Bé.
Ngày 11 tháng 3 năm 1977, Hội đồng Chính phủ ban hành Quyết định 55-CP. Theo đó, chuyển 4 xã: Bình Mỹ, Tân Bình, Phước Hòa, Phú Hưng thuộc huyện Phú Giáo vừa giải thể và 3 xã: Tân Phước Khánh, Tân Phú Hiệp, Tân Vĩnh Hiệp thuộc huyện Châu Thành vừa giải thể về huyện Tân Uyên quản lý.
Sau khi điều chỉnh địa giới hành chính, huyện Tân Uyên bao gồm 16 xã: An Long, Bạch Đằng, Bình Mỹ, Khánh Bình, Lạc An, Phú Hưng, Phước Hòa, Tân Bình, Tân Long, Tân Mỹ, Tân Phú Hiệp, Tân Phước Khánh, Tân Vĩnh Hiệp, Thái Hòa, Thạnh Phước và Thường Tân.
Từ tháng 11 năm 1975, thành lập 2 xã: Hội Nghĩa, Tân Phú và sau đó là Tân Lập, Tân Định, Tân Thành và Tân Lợi thuộc các vùng kinh tế mới.
Ngày 4 tháng 12 năm 1985, hợp nhất 2 xã Tân Lợi và Tân Thành thành xã Tân Thành.
Ngày 29 tháng 8 năm 1994, hợp nhất 2 xã Phú Hưng và Tân Phú thành thị trấn Uyên Hưng, chia xã Tân Phú Hiệp thành 2 xã: Phú Chánh và Vĩnh Tân.
Cuối năm 1995, huyện Tân Uyên bao gồm thị trấn Uyên Hưng và 20 xã: An Long, Bạch Đằng, Bình Mỹ, Hội Nghĩa, Khánh Bình, Lạc An, Phú Chánh, Phước Hòa, Tân Bình, Tân Định, Tân Lập, Tân Long, Tân Mỹ, Tân Phước Khánh, Tân Thành, Tân Vĩnh Hiệp, Thái Hòa, Thạnh Phước, Thường Tân, Vĩnh Tân.
Ngày 6 tháng 11 năm 1996, tỉnh Sông Bé chia thành 2 tỉnh Bình Dương và Bình Phước, huyện Tân Uyên trực thuộc thuộc tỉnh Bình Dương. Đồng thời, thị trấn Phước Vĩnh và 5 xã: An Bình, An Linh, Phước Sang, Tân Hiệp, Vĩnh Hòa thuộc huyện Đồng Phú được sáp nhập vào huyện Tân Uyên. Huyện Tân Uyên có 2 thị trấn: Uyên Hưng (huyện lỵ), Phước Vĩnh và 25 xã: An Bình, An Linh, An Long, Bạch Đằng, Bình Mỹ, Hội Nghĩa, Khánh Bình, Lạc An, Phú Chánh, Phước Hòa, Phước Sang, Tân Bình, Tân Định, Tân Hiệp, Tân Lập, Tân Long, Tân Mỹ, Tân Phước Khánh, Tân Thành, Tân Vĩnh Hiệp, Thái Hòa, Thạnh Phước, Thường Tân, Vĩnh Hòa, Vĩnh Tân.
Ngày 28 tháng 5 năm 1997, thành lập thị trấn Tân Phước Khánh trên cơ sở toàn bộ diện tích và dân số của xã Tân Phước Khánh.
Cuối năm 1998, huyện Tân Uyên bao gồm 3 thị trấn: Uyên Hưng, Phước Vĩnh, Tân Phước Khánh và 24 xã: An Bình, An Linh, An Long, Bạch Đằng, Bình Mỹ, Hội Nghĩa, Khánh Bình, Lạc An, Phú Chánh, Phước Hòa, Phước Sang, Tân Bình, Tân Định, Tân Hiệp, Tân Lập, Tân Long, Tân Mỹ, Tân Thành, Tân Vĩnh Hiệp, Thái Hòa, Thạnh Phước, Thường Tân, Vĩnh Hòa, Vĩnh Tân.
Ngày 23 tháng 7 năm 1999, tách thị trấn Phước Vĩnh và 8 xã: Vĩnh Hòa, An Bình, An Linh, Tân Hiệp, Phước Sang, Phước Hòa, An Long, Tân Long để tái lập huyện Phú Giáo.
Sau khi điều chỉnh địa giới hành chính, huyện Tân Uyên còn lại 61.117 ha diện tích tự nhiên và 115.104 người với 18 đơn vị hành chính trực thuộc, gồm 2 thị trấn: Uyên Hưng (huyện lỵ), Tân Phước Khánh và 16 xã: Bạch Đằng, Bình Mỹ, Hội Nghĩa, Khánh Bình, Lạc An, Phú Chánh, Tân Bình, Tân Định, Tân Lập, Tân Mỹ, Tân Thành, Tân Vĩnh Hiệp, Thái Hòa, Thạnh Phước, Thường Tân, Vĩnh Tân.
Ngày 17 tháng 11 năm 2004, Chính phủ ban hành Nghị định số 190/2004/NĐ-CP. Theo đó:
- Thành lập xã Hiếu Liêm trên cơ sở 2.311 ha diện tích tự nhiên và 1.113 người của xã Lạc An, 2.227 ha diện tích tự nhiên và 1.277 người của xã Tân Định
- Thành lập xã Đất Cuốc trên cơ sở 1.096 ha diện tích tự nhiên và 1.546 người của xã Tân Mỹ, 2.012 ha diện tích tự nhiên và 1.204 người của xã Tân Thành
- Thành lập xã Tân Hiệp trên cơ sở 545 ha và 2.287 người của xã Phú Chánh, 290 ha diện tích tự nhiên và 1.173 người của xã Tân Vĩnh Hiệp, 1.994 ha diện tích tự nhiên và 2.119 người của xã Khánh Bình
- Thành lập xã Thạnh Hội trên cơ sở 388 ha diện tích tự nhiên và 2.298 người của xã Thạnh Phước.

Ngày 11 tháng 8 năm 2009, Chính phủ ban hành Nghị quyết số 36/NQ-CP. Theo đó:
- Điều chỉnh 2.014,40 ha diện tích tự nhiên và 5.338 người của huyện Tân Uyên (gồm 989 ha diện tích tự nhiên và 3.469 người của xã Phú Chánh, 229,63 ha diện tích tự nhiên và 452 người của xã Tân Hiệp, 795,77 ha diện tích tự nhiên và 1.417 người của xã Tân Vĩnh Hiệp) về thị xã Thủ Dầu Một (nay là một phần các phường Hòa Phú và Phú Tân thuộc thành phố Thủ Dầu Một)
- Thành lập thị trấn Thái Hòa trên cơ sở toàn bộ diện tích tự nhiên và dân số của xã Thái Hòa.

Ngày 1 tháng 11 năm 2012, Bộ Xây dựng ban hành Quyết định số 1007/QĐ-BXD về việc công nhận thị trấn Uyên Hưng mở rộng là đô thị loại IV.
Cuối năm 2012, huyện Tân Uyên có 22 đơn vị hành chính trực thuộc, bao gồm 3 thị trấn: Uyên Hưng (huyện lỵ), Tân Phước Khánh, Thái Hòa và 19 xã: Bạch Đằng, Bình Mỹ, Đất Cuốc, Hiếu Liêm, Hội Nghĩa, Khánh Bình, Lạc An, Phú Chánh, Tân Bình, Tân Định, Tân Hiệp, Tân Lập, Tân Mỹ, Tân Thành, Tân Vĩnh Hiệp, Thạnh Hội, Thạnh Phước, Thường Tân, Vĩnh Tân.
Ngày 29 tháng 12 năm 2013, Chính phủ ban hành Nghị quyết số 136/NQ-CP. Theo đó:
- Thành lập thị xã Tân Uyên trên cơ sở tách 3 thị trấn Uyên Hưng, Tân Phước Khánh, Thái Hòa và 9 xã Thạnh Phước, Tân Hiệp, Khánh Bình, Hội Nghĩa, Vĩnh Tân, Phú Chánh, Tân Vĩnh Hiệp, Thạnh Hội, Bạch Đằng thuộc huyện Tân Uyên
- Chuyển 3 thị trấn: Uyên Hưng, Tân Phước Khánh, Thái Hòa và 3 xã: Thạnh Phước, Tân Hiệp, Khánh Bình thành 6 phường có tên tương ứng
- Đổi tên phần còn lại của huyện Tân Uyên thành huyện Bắc Tân Uyên.

Sau khi thành lập, thị xã Tân Uyên có 19.249,20 ha diện tích tự nhiên và 190.564 người với 12 đơn vị hành chính trực thuộc, gồm 6 phường và 6 xã.
Ngày 20 tháng 11 năm 2018, Bộ Xây dựng ban hành Quyết định số 1504/QĐ-BXD về việc công nhận thị xã Tân Uyên là đô thị loại III trực thuộc tỉnh Bình Dương.
Ngày 10 tháng 1 năm 2020, Ủy ban Thường vụ Quốc hội ban hành Nghị quyết số 857/NQ-UBTVQH14 (nghị quyết có hiệu lực từ ngày 1 tháng 2 năm 2020). Theo đó, chuyển 4 xã: Hội Nghĩa, Phú Chánh, Tân Vĩnh Hiệp và Vĩnh Tân thành 4 phường có tên tương ứng.
Ngày 13 tháng 2 năm 2023, Ủy ban Thường vụ Quốc hội ban hành Nghị quyết số 725/NQ-UBTVQH15 (nghị quyết có hiệu lực từ ngày 10 tháng 4 năm 2023). Theo đó, thành lập thành phố Tân Uyên trên cơ sở toàn bộ 191,76 km² diện tích tự nhiên và 466.053 người của thị xã Tân Uyên.

## Hành chính
Thành phố Tân Uyên có 12 đơn vị hành chính cấp xã trực thuộc, bao gồm 10 phường: Hội Nghĩa, Khánh Bình, Phú Chánh, Tân Hiệp, Tân Phước Khánh, Tân Vĩnh Hiệp, Thái Hòa, Thạnh Phước, Uyên Hưng, Vĩnh Tân và 2 xã: Bạch Đằng, Thạnh Hội.
Trong đó, 2 xã Bạch Đằng và Thạnh Hội là 2 cù lao nằm trên sông Đồng Nai.
| Tên             | Diện tích (km²) | Dân số năm 2021 (người) |
| --------------- | --------------- | ----------------------- |
| Phường (10)     |                 |                         |
| Hội Nghĩa       | 17,27           | 44.859                  |
| Khánh Bình      | 21,76           | 78.586                  |
| Phú Chánh       | 7,99            | 42.430                  |
| Tân Hiệp        | 25,30           | 59.391                  |
| Tân Phước Khánh | 10,18           | 62.778                  |
| Tân Vĩnh Hiệp   | 9,03            | 50.666                  |

| Tên         | Diện tích (km²) | Dân số năm 2021 (người) |
| ----------- | --------------- | ----------------------- |
| Thái Hòa    | 11,38           | 63.163                  |
| Thạnh Phước | 8,05            | 12.339                  |
| Uyên Hưng   | 33,34           | 52.873                  |
| Vĩnh Tân    | 32,41           | 26.820                  |
| Xã (2)      |                 |                         |
| Bạch Đằng   | 10,79           | 7.421                   |
| Thạnh Hội   | 4,28            | 4.472                   |

## Kinh tế
Thành phố Tân Uyên là một trong những đô thị trung tâm ở phía Đông Bắc của tỉnh Bình Dương. Tình hình kinh tế Tân Uyên liên tục tăng trưởng tốt trong vài năm trở lại đây và duy trì ổn định ở mức cao, trung bình đạt trên 13%. Tính đến năm 2020, Tân Uyên đã thu hút gần 4 tỷ USD vốn FDI. Trong cơ cấu kinh tế của Tân Uyên, tỷ trọng công nghiệp chiếm hơn 70%, thương mại – dịch vụ chiếm khoảng 27%. Bình quân mỗi năm, giá trị sản xuất công nghiệp tăng trên 12%, tổng mức bán lẻ hàng hóa và doanh thu dịch vụ tăng trên 18%.
Sự phát triển của nền kinh tế Tân Uyên gắn liền với hoạt động của các khu công nghiệp trên địa bàn như Nam Tân Uyên, VSIP II, Phú Chánh, Uyên Hưng... với khoảng 2.000 doanh nghiệp hoạt động. Dự án khu công nghiệp VSIP III với tổng diện tích dự kiến 1.000 ha sắp được triển khai sẽ thu hút lượng lớn doanh nghiệp, người lao động đến sinh sống, làm việc. Dự án hiện đang là tâm điểm thu hút các nhà đầu tư bất động sản.
Lợi thế gần cảng cũng cho phép Tân Uyên phát triển mạnh công nghiệp. Hiện cảng ICD Thạnh Phước và cảng Sà Lan cách cảng Cát Lái 32 km, cách KCN Nam Tân Uyên khoảng 8 km về phía Đông, cách cụm cảng quốc tế nước sâu Cái Mép, Phú Mỹ 90 km cho phép Tân Uyên thu hút đáng kể lượng hàng hóa trung chuyển của khách hàng tại các khu công nghiệp Bình Dương và Bình Phước.

## Hạ tầng - Giao thông
Tân Uyên có hơn 64 tuyến đường kết nối tới các khu vực trọng điểm của tỉnh Bình Dương và các trung tâm kinh tế của vùng TP.HCM cùng các tỉnh Tây Nguyên. Ngoài các tuyến đường hiện hữu DT 747, DT 746, DT 746B... được nâng cấp, mở rộng, Tân Uyên còn đầu tư thêm nhiều công trình trọng điểm như đường vành đai 4, đường vành đai trong, đường 30-4, phố đi bộ Tân Uyên, tuyến metro Dĩ An – Tân Uyên, metro thành phố mới Bình Dương – Uyên Hưng – Tân Thành... Cùng với đó, trong tương lai, cao tốc TP.HCM – Bình Dương – Bình Phước (tổng chiều dài khoảng 69 km, quy mô 6-8 làn xe cao tốc) đi ngang qua Tân Uyên sẽ được triển khai trong giai đoạn trước năm 2030. Đặc biệt, tuyến giao thông huyết mạch 13 từ sẽ được nâng cấp từ 6 lên 8 làn xe. Tuyến đường này kết nối Tân Uyên với TP.HCM và Bình Phước qua tuyến đường DT 746. Những công trình này đóng vai trò tạo động lực cho thị xã Tân Uyên phát triển mạnh về mọi mặt.
Về đường sắt, tuyến đường sắt Dĩ An – Lộc Ninh đi qua thị xã Tân Uyên ở phía Đông Khu liên hợp công nghiệp – dịch vụ – đô thị Bình Dương, giao cắt với nhiều tuyến đường ngang của thị xã.
Về đường thủy, cảng sông Thạnh Phước thuộc địa bàn có quy mô 64ha, gồm 16 cầu cảng có khả năng tiếp nhận sà lan và tàu từ 1.000-2.000 tấn, công suất bốc dỡ đạt khoảng 5 triệu tấn/năm. Ngoài ra còn có các bến thủy chở khách tại cù lao Thạnh Hội và cù lao Bạch Đằng đáp ứng nhu cầu đi lại và du lịch của người dân.